# ماسا فرمانا
ماسا فرمانا (به ایتالیایی: Massa Fermana) یک کومونه در ایتالیا است که در استان فرمو واقع شده‌است.

## خصوصیات
ماسا فرمانا ۷٫۷ کیلومترمربع مساحت و ۹۷۰ نفر جمعیت دارد و ۳۴۰ متر بالاتر از سطح دریا واقع شده‌است.